# Put Your Head on My Shoulder (песня Пола Анки)
«Put Your Head on My Shoulder» (с англ. — «Положи голову мне на плечо») — песня, написанная канадским певцом и автором песен Полом Анкой. Версия Анки была записана в августе 1958 года, за три недели до того, как он записал свой хит «Lonely Boy», и была выпущена в качестве сингла 17 августа 1959 года ABC-Paramount. Продюсером выступил Дон Коста. Би-сайдом была песня «Don't Ever Leave Me». Песня «Put Your Head on My Shoulder» стала очень успешной, достигнув 2-го места в Billboard Hot 100. Это был его третий хит из пятерки лучших в 1959 году. В Канаде песня достигла 4-го места в чартах CHUM.

## Каверы
Песня снова стала популярной, когда в 1968 году The Lettermen записали на неё кавер и выпустили сингл. Эта версия достигла 44-го места в Billboard Hot 100. Она была более успешной в чарте Easy Listening, где достигла 8-го места.
Мексиканский певец Энрике Гусман записал испанскую версию в 1960-х годах под названием «Tu cabeza en mi hombro». В Латинской Америке эта обложка пользуется ещё большей популярностью, чем оригинальная. Чилийская певица Мириам Эрнандес записала эту версию в дуэте с самим Полом Анкой в её оригинальной версии.
Австралийский певец Дерек Редферн записал кавер на песню, которая достигла 71-го места в Australian Kent Music Report в 1974 году.
Американский певец Лейф Гарретт выпустил кавер-версию этой песни в 1978 году, которая в итоге заняла 58-е место в Billboard Hot 100.
Американская певица Doja Cat семплировала песню в треке «Freak» в 2021 году.
Бывший участник группы Menudo пуэрто-риканский певец Робби Роза и бразильский дуэт Gabriela e Tatiana записали португальские версии в 1980-х годах, версия Робби ― «Com você nos meus sonhos», а версия Габриэлы и Татьяны - «Essa mão no meu ombro».

## В массовой культуре
Сокращенная версия песни Doja Cat «Streets», содержащая первые 12 секунд песни «Put Your Head on My Shoulder», стала вызовом в TikTok, известным как Silhouette Challenge.
В компьютерной игре Hitman: Contracts во 2-м задании («Вечеринка Мясного короля»), комната с мёртвой девушкой.

## Чарты
| Чарт (1959–1960)                      | Высшая позиция |
| ------------------------------------- | -------------- |
| Бельгия/Фландрия (Ultratop 50)        | 2              |
| Бельгия/Валлония (Ultratop 50)        | 11             |
| Canada (CHUM Hit Parade)              | 4              |
| Нидерланды (Single Top 100)           | 13             |
| Великобритания (OCC UK Singles)       | 7              |
| США (Billboard Hot 100)               | 2              |
| США (Billboard Hot R&B/Hip-Hop Songs) | 12             |
| ФРГ (GfK)                             | 25             |

| Чарт(1958–2018)      | Позиция |
| -------------------- | ------- |
| US Billboard Hot 100 | 486     |